# Kenny Baker (színművész)
Kenneth George Baker, ismertebb nevén Kenny Baker (Birmingham, 1934. augusztus 24. – Preston, 2016. augusztus 13.) angol színész és zenész. 
Legismertebb szerepe R2-D2 a Csillagok háborúja-filmekből, de játszott még olyan alkotásokban is, mint Az elefántember, az Időbanditák, a Willow, a Flash Gordon, az Amadeus vagy a Fantasztikus labirintus.

## Élete és pályafutása
Birminghamben született és nőtt fel, a zongorista és varrónő Ethel (1906–1990) és a művész Harold Baker (1908–1985) fiaként. Szülei válását követően édesapjával élt. Habár szülei mindketten átlagos testmagassággal rendelkeztek, Kenny Baker törpenövésű volt, felnőttként mindössze 1,12 méter magasságot ért el.
1951-ben került először kapcsolatba a szórakoztatóiparral, amikor meghívták hogy szerepeljen egy törpenövésű embereket felvonultató műsorszámban. Később rövid ideig egy cirkusznál dolgozott, többek között jégkorcsolyázóként, majd egy éjszakai klubban folytatta Jack Purvis színművész műsorszámában.
Egy ilyen előadás alkalmával figyelt fel rá George Lucas, a Csillagok háborúja-filmek atyja, és felkérte Bakert, hogy játssza el az asztroszerdroid R2-D2 szerepét az Egy új reményben. Baker a 2005-ös A Sith-ek bosszújáig mind a hat élőszereplős Csillagok háborúja mozifilmben látható volt R2-D2 jelmezében, valamint az 1983-as A Jedi visszatérben egy ewok, Paploo szerepében is feltűnt. Eredetileg Wicket szerepét is ő kapta volna meg, de a forgatás során megbetegedett, így a szerep végül Warwick Davisé lett. Baker elmondása szerint nem jöttek ki jól a forgatások során a másik droidot, C-3PO-t alakító Anthony Danielsszel. 2015-ben még részt vett Az ébredő Erő munkálataiban, de immáron csak tanácsadóként: magát a szerepet Jimmy Vee kapta meg.
A Csillagok háborúja mellett számos sikeres filmben látható volt, mint a nyolc Oscar-díjra jelölt Az elefántember, az Időbanditák, a Willow, a Flash Gordon, az Amadeus vagy a Fantasztikus labirintus, de televíziós sorozatokban is feltűnt és komikusként is fellépett, illetve zenélt is. Életrajza 2009-ben jelent meg From Tiny Acorns: The Kenny Baker Story címmel, Ken Mills író tollából.

## Magánélete
Baker Prestonban élt, felesége a szintén törpenövésű Eileen Baker színésznő volt 1970-től a nő 1993-ban bekövetkezett haláláig. Két gyermekük született, ők nem örökölték szüleik alacsony termetét.
Kenny Baker idős korára tüdőbetegségben szenvedett, Az ébredő Erő premierjére már nem tudott elutazni, hazájában, Londonban tekintette meg a filmet. 2016. augusztus 13-án hunyt el, nem sokkal 82. születésnapja előtt egy rövidebb betegséget követően.

## Válogatott filmográfia
- Star Wars: Egy új remény (1977) – R2-D2
- Star Wars: A Birodalom visszavág (1980) – R2-D2
- Flash Gordon (1980) – törpe
- Az elefántember (1980) – törpe
- Időbanditák (1981) – Fidgit
- Star Wars: A Jedi visszatér (1983) – R2-D2, Paploo
- Amadeus (1984) – parodista
- Mona Lisa (1986) – utcai előadó
- Fantasztikus labirintus (1986) – manó
- Csipkerózsika (1987) – manó
- Star Wars: Baljós árnyak (1999) – R2-D2
- Star Wars: A klónok támadása (2002) – R2-D2
- Star Wars: A Sith-ek bosszúja (2005) – R2-D2
- Star Wars: Az ébredő Erő (2015) – R2-D2 konzulens; utolsó munkája

## Fordítás
- Ez a szócikk részben vagy egészben  a   Kenny Baker (English actor) című angol Wikipédia-szócikk ezen változatának fordításán alapul.  Az eredeti cikk szerkesztőit annak laptörténete sorolja fel. Ez a jelzés csupán a megfogalmazás eredetét és a szerzői jogokat jelzi, nem szolgál a cikkben szereplő információk forrásmegjelöléseként.